# Jan Pontén (musiker)
Jan Frithiof Pontén, född 2 april 1913 i Lund, Malmöhus län, död 7 oktober 1991 i Linköpings Berga församling, Linköping, Östergötlands län, var en svensk musikdirektör. 
Han var son till kusinerna Frithiof Pontén och Anna Pontén-Möller (vars mor var född Pontén) samt bror till Sam Pontén. 
Efter studentexamen 1931 avlade Pontén högre organistexamen vid Kungliga Musikhögskolan 1933, högre kantors- och musiklärarexamen 1935. Efter solistprövning för orgel vid Landeskonservatorium i Leipzig 1939 var han organist och körledare i Norrköpings Hedvigs församling 1939–1959, e.o. musiklärare vid småskole- och folkskoleseminarierna i Norrköping och Linköping 1947–1959 samt organist och körledare i Kristianstads Heliga Trefaldighets församling från 1959. Han var också dirigent och vice ordförande i Christianstads motett- och musiksällskap från samma år.
Pontén höll från 1940 orgelkonserter i svensk radio och senare även i dansk, tysk och belgisk radio. Han var censor för organist- och kantorsexamina från 1956. Han komponerade en stråktrio och orgelkompositioner. Han tilldelades Sveriges Kyrkosångsförbunds stora förtjänsttecken.